# Сад (роман)
«Сад» (швед. Trädgården) — философский роман современного шведского писателя Магнуса Флорина (род. 1955). Главное действующее лицо романа — всемирно известный натуралист и естествоиспытатель Карл Линней (1707—1778).
В том, что главный герой романа именно Линней, нет ничего удивительного, поскольку Магнус Флорин родился в Уппсале — городе, в котором Карл Линней учился, а затем более тридцати лет преподавал. Похоронен Линней также в Уппсале, в Уппсальском кафедральном соборе.

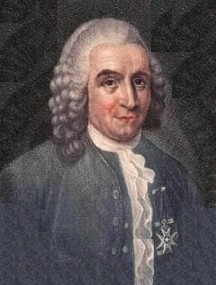
Карл Линней

Роман — частично документальное, частично вымышленное повествование о Линнее, который, систематизировав природу, хочет остановить время для того, чтобы созданную им систему можно было эксплуатировать. В романе исследуется проблема границы необходимого порядка и показывается, что любой порядок порождает потребность в изменении. Второй по важности персонаж романа — антипод Линнея, садовник-практик.
Магнус Флорин стал известен, в том числе за пределами Швеции, именно благодаря этому роману.
Роман «Сад» — номинант шведской национальной премии Августа Стриндберга.
По этому роману в 1999 году шведский композитор Юнас Форсселль написал одноимённую оперу (Trädgården, либретто Leif Janzon).

## Издания на русском языке
- Флорин, Магнус. Сад: Пер. с швед. Н. Н. Федоровой. — СПб.: Изд-во Ивана Лимбаха, 2005. — ISBN 5-89059-069-3.